# Re d'Italia
Re d'Italia (in latino Rex Italiae) è stato un titolo utilizzato da numerosi sovrani a partire dal Medioevo.

## Storia

### L'età medievale (IX secolo - XVI secolo)

Sacro Romano Impero XIII-XV secolo[3]
Il Regno d'Italia nel Sacro Romano Impero

Con la deposizione dell'imperatore Romolo Augusto, nel 476, ebbe termine l'Impero romano d'Occidente e il re germanico Odoacre assunse il governo della Diocesi Italiana, ufficialmente in nome e per conto dell'imperatore d'Oriente Zenone, che gli conferì la dignità di "Patrizio" e lo riconobbe come suo vicario. Un contemporaneo, il vescovo africano Vittore di Vita, gli attribuì impropriamente il titolo di "Re d'Italia", di cui Odoacre in realtà non fece mai uso: le monete da lui coniate, infatti, riportano soltanto il nome (Flavius Odovacar), mentre il suo unico documento ufficiale sopravvissuto lo definisce semplicemente Rex, senza alcuna determinazione etnica o geografica. Nel 493, dopo quasi vent'anni di governo, Odoacre venne sconfitto e ucciso dal re ostrogoto Teodorico, che conquistò l'Italia instaurandovi il Regno ostrogoto. Gli Ostrogoti caddero nel 553 e, dopo una breve parentesi di restaurazione imperiale (553-568), su gran parte della penisola si insediarono i Longobardi guidati da Alboino. A un'epoca imprecisata risale la realizzazione della Corona ferrea, che venne utilizzata nell'incoronazione dei Re d'Italia dal trecento.
Durante il Medioevo il Palazzo Reale di Pavia ospitò la corte dei re longobardi e successivamente dei re d'Italia. Venne distrutto nell'XI secolo.
La conquista del Regno longobardo da parte di Carlo Magno (774) sancì una svolta: il sovrano franco prese il titolo di "Re dei Longobardi" e successivamente, nell'800, anche quello di "Imperatore dei Romani", incorporando l'Italia centro-settentrionale nell'Impero carolingio da lui fondato. Nei documenti di cancelleria la denominazione di "Regno d'Italia" (Regnum Italiae), avvenne in maniera sporadica sotto Carlo e sistematica a cominciare dal nipote Lotario I che acquisì il titolo ex novo di Re d’Italia dal Papa.. Mentre la documentazione ufficiale emanata dalle cancellerie continuò a riportare l'intitolazione di "Re dei Longobardi" per tutta l'epoca carolingia, cronisti e annalisti presero a chiamare di frequente i sovrani del Regno con il titolo di "Re d'Italia". Nel X secolo, sul finire dell'epoca della cosiddetta Anarchia Feudale, è attestato anche quello di "Re degli Italici" (Rex Italicorum), usato da Ottone I di Sassonia dopo la sua discesa in Italia.
A partire dal 962 il Regno d'Italia legò le sue sorti al Sacro Romano Impero di Ottone I e dei suoi successori. Anche se l'ordinamento politico del Regno cominciò a sgretolarsi con l'avvento dell'età comunale, i sovrani di Germania, che si definivano Re dei Romani (Rex Romanorum) dopo l'elezione da parte dei principi dell'Impero, continuarono comunque per diversi secoli a oltrepassare le Alpi per cingere la corona ferrea e proseguire verso Roma, dove ricevevano la corona imperiale dalle mani del Papa e acquistavano il diritto di fregiarsi del titolo di Imperatore. L'ultima incoronazione fu quella di Carlo V d'Asburgo, che si tenne nel 1530 a Bologna. Nella sua veste di re d’Italia l’imperatore aveva come suo vicario il duca di Savoia, sebbene questo titolo fu sempre puramente onorifico.
Titolatura
Le formule di intitolazione utilizzate presso le cancellerie dei sovrani del Regnum Italiae medievale erano in genere di questo tipo:
Versione latina (originale)
(nome del Re)
Divina favente Clementia
Rex
(nome del Re)
gratia Dei
Rex
(nome del Re)
Divina ordinante Providentia
Rex
Traduzione italiana
(nome del Re)
con il favore della Divina Clemenza
Re
(nome del Re)
per grazia di Dio
Re
(nome del Re)
per disposizione della Divina Provvidenza
Re

### Il regno di Napoleone (1805 - 1814)

Regno d'Italia 1805–1814
Regno d'Italia 1805–1814 (versione semplificata)
Il Regno d'Italia napoleonico
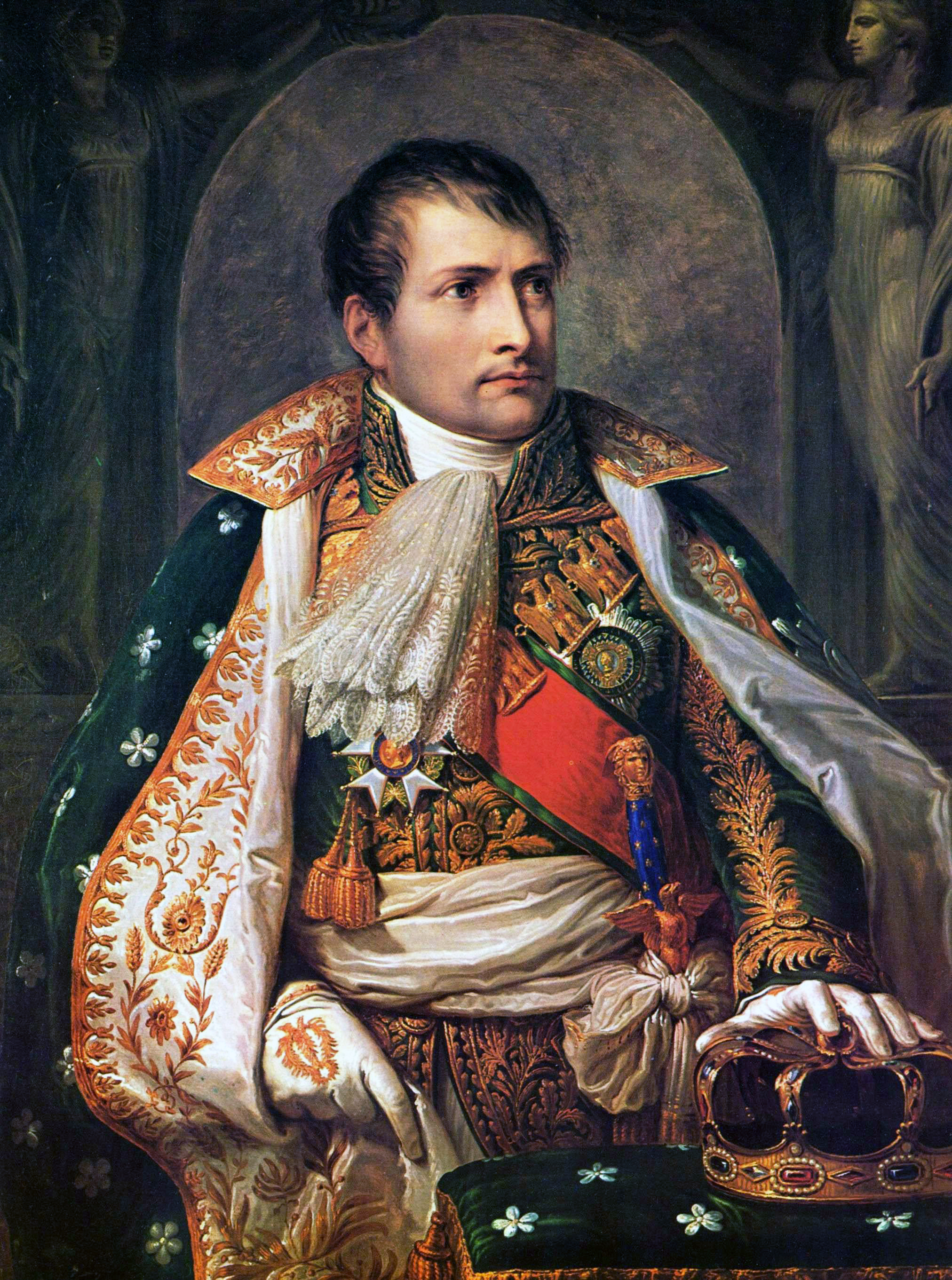
Napoleone nelle vesti dell'incoronazione

All'inizio del XIX secolo, caratterizzato dalla diffusione delle idee rivoluzionarie e dalla nascita del concetto di nazione, andando a gettare le basi per il Risorgimento, le guerre rivoluzionarie francesi e le guerre napoleoniche sconvolsero l'assetto geopolitico della penisola. I Francesi crearono una serie di repubbliche giacobine, molte delle quali nel 1802 vennero unificate da Napoleone Bonaparte nella Repubblica Italiana, estesa su parte dell'Italia centro-settentrionale. Poco tempo dopo Bonaparte si proclamò Imperatore dei Francesi e Re d'Italia, trasformando così la Repubblica in Regno d'Italia, e a Milano, il 26 maggio 1805, si autoincoronò con la Corona ferrea. La caduta di Napoleone segnò anche la fine del Regno d'Italia (1814), che venne occupato dall'esercito imperiale austriaco del feldmaresciallo Heinrich Johann Bellegarde. Al suo posto sorse il Regno Lombardo-Veneto, il cui sovrano era l'imperatore d'Austria Francesco I. Il Lombardo-Veneto ereditò la Corona ferrea come insegna reale.

### L'Italia unita (1861-1946)

Grande stemma 1890–1946
Piccolo stemma 1890–1946
Il Regno d'Italia nel 1936

In seguito alla seconda guerra d'indipendenza (1859) e alla spedizione dei Mille (1860) il Regno di Sardegna estese la sua giurisdizione su gran parte della penisola annettendo quasi tutti gli altri Stati italiani e, con la legge nº 4761 del 17 marzo 1861 approvata dal Parlamento Subalpino, il suo sovrano Vittorio Emanuele II di Savoia assunse il titolo di "Re d'Italia" per sé e i suoi successori, sancendo così la creazione di un nuovo Regno d'Italia. I sovrani di casa Savoia non ricevettero alcuna cerimonia di incoronazione, cosicché la Corona d'Italia rimase soltanto un emblema araldico. L'immagine della monarchia risultò compromessa a causa del ventennio fascista, della partecipazione italiana alla seconda guerra mondiale e della fuga di Vittorio Emanuele III da Roma. Un referendum sulla forma istituzionale dello Stato si svolse il 2 e 3 giugno 1946 e l'esito fu favorevole alla Repubblica. La notte fra il 12 e 13 giugno il Consiglio dei ministri, prendendo atto dei risultati, attribuì le funzioni di Capo provvisorio dello Stato al presidente Alcide De Gasperi, mentre l'ormai ex re Umberto II lasciava il paese. Il 18 giugno la Corte di cassazione respinse i ricorsi dei monarchici e proclamò i risultati definitivi. La Costituzione della Repubblica Italiana, approvata dall'Assemblea Costituente il 22 dicembre 1947, entrò in vigore il 1º gennaio 1948.